# مینو مرتاضی لنگرودی
مرضیه مرتاضی لنگرودی معروف به مینو مرتاضی لنگرودی عضو شورای فعالان ملی مذهبی و از فعالان حقوق زنان ایران است. او همسر حبیب‌الله پیمان است.

## زندگی
مینو مرتاضی فرزند ابوالفضل مرتاضی لنگرودی، عضو کمیته اجرایی نهضت مقاومت ملی ایران می‌باشد و در سال ۱۳۴۸ با دکتر پیمان ازدواج کرد؛ و در کنار همسرش به‌طور رسمی فعالیت سیاسی را آغاز می‌کند. هر چند که در خانه پدری‌اش اغلب فعالان سیاسی مانندمحمد نخشب ،کاظم سامی و… را به دلیل ارتباط با پدر از دور دیده بود و می‌شناخت.

## تحصیلات و فعالیت‌های سیاسی- اجتماعی
مرتاضی کارشناس ارشد مطالعات زنان و از فعالان جنبش زنان می‌باشد. وی از زنان سرشناس ملی و مذهبی و مدیر انجمن مادران صلح می‌باشد.
در آغاز دولت یازدهم برخی از سایت‌های اصول گرا گمانه‌هایی را در خصوص مرکز امور زنان و خانواده اعلام کردند.

## بازداشت و محکومیت
مرتاضی لنگرودی در ۲۳ دی ماه ۱۳۹۲ با شکایت وزارت اطلاعات دولت یازدهم به دادسرای زندان اوین احضار شده و پس از تفهیم اتهام برای او قرار بازداشت صادر شد که با تودیع وثیقه ۱۵۰ میلیون تومانی آزاد شد
در تاریخ ۲۶ خرداد ۱۳۹۶ مرتاضی لنگرودی در دادگاهی که به ریاست ابوالقاسم صلواتی  در دادگاه انقلاب برگزار شد به اتهام «اجتماع و تبانی به خاطر راه اندازی شورای فعالان ملی مذهبی، محاکمه و به ۵ سال حبس  به دلیل «اجتماع و تبانی به خاطر راه اندازی تشکل شورای فعالان ملی مذهبی و به جرم «تبلیغ علیه نظام به دلیل سیاه‌نمایی» هم به یک سال زندان محکوم شده‌است. همچنین در حکم او به دو سال محرومیت از فعالیت‌های سیاسی و مدنی نیز اشاره شده‌است.
مینو مرتاضی و همسرش حبیب‌الله پیمان در چند سال اخیر به خاطر فعالیت‌های خود تحت فشار نهادهای امنیتی قرار داشتند.